# U + Ur Hand
U + Ur Hand è il terzo singolo estratto da I'm Not Dead, quarto album della cantante Pink del 2006. È molto noto in Italia e Stati Uniti dove è uno dei singoli di maggior successo della cantante. È stato pubblicato nell'agosto 2006 e ha fatto scalpore per il linguaggio forte e l'equivocità del suo messaggio.
Il brano è stato scritto dalla stessa Pink, insieme a Max Martin e Dr. Luke, lo stesso trio che aveva prodotto la precedente hit Who Knew.
U + Ur Hand è rinomato per aver revitalizzato la carriera di Pink negli Stati Uniti e risollevato le vendite di I'm Not Dead nel Paese, riaprendo nuovamente la Billboard 200 al disco, dopo settimane in cui ne era rimasto fuori. In Italia è stato usato come brano per la pubblicità Citroen C3.

## Video musicale
Il video per U + Ur hand  è stato girato insieme a quello di Stupid Girls, prima di sapere che sarebbe stato lanciato come terzo singolo dell'album, e quindi è stato girato anch'esso da Dave Meyers. Il video è stato girato a Los Angeles, in un hotel di Hollywood nel dicembre 2005. Pink ha dichiarato di essere stata provata da ben quattro ore di trucco e da un'ora di riprese per ogni singolo costume esibito nel video. Ha ammesso anche di aver voluto un "video colorato". L'abito che l'artista indossa nella scena conclusiva, distesa su un letto, è composto da frammenti di pizzo nero importati dalla Francia ed è stimato 300 $ per iarda di tessuto. L'attore che Pink in abito da streghetta liquida nel giardino fantastico è Tristan Castro.
Il video musicale di U + Ur Hand è stato trasmesso per la prima volta il 18 luglio 2006 solo in Canada, sul canale MuchMusic, ma in Europa è uscito solo a fine agosto. Nel video, Pink esibisce sei differenti costumi.

## Controversie
Secondo una intervista rilasciata per il documentario "Making of the U + Ur Hand Video", la cantante ha dichiarato di trovare molto seccante quando i ragazzi ci provano con lei nelle discoteche, aggiungendo che spesso quando si rifiuta un ragazzo, allora questo pensa automaticamente che la ragazza sia lesbica. Pink ha dichiarato al proposito che una volta ha sentito un ragazzo andarsene dicendo "allora stasera saremo soltanto io e la mia mano", dopo che una ragazza l'aveva rifiutato. La cantante ha trovato la battuta divertente e ci ha scritto una canzone intorno, appunto U + Ur Hand ("Tu + la tua mano").
Negli Stati Uniti d'America la canzone ha creato una grossa polemica, dato l'esplicito riferimento del titolo e del testo alla masturbazione, e di conseguenza molte radio si sono rifiutate di trasmetterla. Il testo è stato espressamente censurato nel paese, e bollato come Parental Advisory, in altre parole sottoposto a severe restrizioni che ne hanno leggermente influito sulla fortuna del singolo in terra statunitense. Inoltre le è stato chiesto di cambiare il testo in U + Ur Heart ("Tu + il tuo cuore") in occasione dell'esecuzione nella trasmissione American Idol La cantante ha rifiutato chiedendo al proposito "cosa significherebbe U + Ur Heart?". Alla fine Pink ha cantato Who Knew al posto di U + Ur Hand.

## Impatto e ricezione
Pink ha espressamente voluto che U + Ur Hand venisse estratto immediatamente dopo Stupid Girls come secondo singolo internazionale, ma la scelta è poi ricaduta su Who Knew, che l'ha sostituito.
È stato lanciato nelle radio negli Stati Uniti il 30 ottobre. A gennaio 2007 U + Ur Hand ha esordito nella Hot 100 alla numero 94, e ha raggiunto la numero nove. È divenuto il singolo più venduto di I'm Not Dead negli Stati Uniti e il suo singolo più alto in classifica da Just like a Pill. U + Ur Hand ha raggiunto la numero 24 nella Billboard Canadian Hot 100, nella prima edizione della classifica stilata da Billboard.
La rivista Billboard ha appioppato a U + Ur Hand il merito di aver incrementato negli Stati Uniti le vendite di I'm Not Dead, che è rientrato nella classifica dei dischi più venduti, Billboard 200, nello stesso periodo in cui il singolo ha fatto il suo ingresso nella Hot 100. Secondo Tom Carraba, il manager generale del Zomba Label Group e vicepresidente esecutivo delle vendite, la "pazienza" delle stazioni radio, il "grandioso" video musicale e le performance di Pink nel tour FutureSex/LoveShow di Justin Timberlake sono stati responsabili dell'incremento della popolarità del singolo, che ha a sua volto indotto a rinnovare l'interesse nei confronti dell'album. Carraba ha affermato che il singolo "è il veicolo che regnerà nel mercato americano. Pensiamo di avere una numero uno pronta nelle nostre mani". Un presentatore della stazione radio WBBM-FM ha ricondotto il successo del singolo alla leva che ha fatto sulle donne, e l'ha definito un "inno femminile" e che "è perfettamente idoneo alle ragazze che sono stanche di essere rimorchiate dai ragazzi in una discoteca, e che vogliono dare loro una bella lezione".
Rolling Stone in una sua recensione di I'm Not Dead ha detto che Pink "inforca un tono tosto e coraggioso nel brano". "Il sito AllMusic ha definito Pink "provocatoria e sbeffeggiante".

## Tracce
CD single
1. "U + Ur Hand"
2. "Crash & Burn"

Maxi CD single
1. "U + Ur Hand"
2. "Crash & Burn"
3. "U + Ur Hand" (BeatCult remix)
4. "U + Ur Hand" (Bimbo Jones remix)
5. "U + Ur Hand" (CD-ROM video)

## Classifiche
| Classifica (2006-07)   | Posizione massima |
| ---------------------- | ----------------- |
| Australia              | 5                 |
| Austria                | 3                 |
| Belgio (Fiandre)       | 20                |
| Belgio (Vallonia)      | 53                |
| Canada                 | 31                |
| Finlandia              | 14                |
| Francia                | 11                |
| Germania               | 4                 |
| Irlanda                | 13                |
| Italia                 | 20                |
| Nuova Zelanda          | 10                |
| Paesi Bassi            | 37                |
| Portogallo             | 4                 |
| Regno Unito            | 10                |
| Svezia                 | 5                 |
| Svizzera               | 5                 |
| U.S. Billboard Hot 100 | 9                 |
| U.S. Billboard Pop 100 | 5                 |
| Ungheria               | 1                 |

### Classifiche annuali
| Paese (2007) | Posizione |
| ------------ | --------- |
| Stati Uniti  | 29        |